# بيت لقيا
بيت لقيا  هي قرية فلسطينية تقع في الضفة الغربية من أراضِ السلطة الفلسطينية. و تتبع محافظة رام الله والبيرة و تقع 21 كم جنوب غربي رام الله، وقعت تحت الاحتلال الإسرائيلي في حرب 1967. وفقًا للجهاز المركزي للإحصاء الفلسطيني ، بلغ عدد سكانها حوالي 9,304 نسمة في عام 2017.

## التسمية
بيت لقيا، اسم كنعاني قديم، وهناك اعتقاد بأنها سميت بهذا الاسم نسبة إلى النبي لقيا (ليقا) الذي كان مقيما في البلدة منذ ما قبل الميلاد، وما زال مقامه قائما على تلة شرقي البلدة، وقد حرف الرومان اسمها ليصبح (كفار لقتايا) ثم جاء الفرنجة وأطلقوا عليها (بت ليق)، وهناك من ينسب اسمها إلى المماليك الأتراك الذين كانوا يطلقون عليها (بيت اللقاء) حيث كانت ملتقى عدد من الأمراء والأشراف الأتراك سنويا، ولكن الأقرب للواقع والمنطق نسبتها إلى بناتها الكنعانيين، فقد عرفت ووردت في كتب التاريخ باسم بيت لقيا منذ أكثر من (2070) عام.

## تاريخها
قد يكون اسم بيت لقيا /Bēt liqya/، في شكله الحالي، من أصل آرامي .

#### الفترة العصور الوسطى
في أوائل القرن الثاني عشر الميلادي، تم تخصيص عائدات بيت لقيا كوقف للحرم الشريف .

#### العصر العثماني
تم دمج بيت لقيا، مثل بقية فلسطين ، في الإمبراطورية العثمانية في عام 1517. إدارياً، بيت لقيا، وتوابعها الزراعية: مزرعة بيت نشيف ومزرعة ركبيس، تابعة لقضاء الرملة في قضاء غزة. في عام 1552، تم تخصيص عائدات القرية للوقف الجديد لمؤسسة السلطان الخاصة في القدس، التي أنشأتها السلطانة الخاصة ( روكسيلانا )، زوجة سليمان القانوني.
يسجل صك الوقف العثماني لعمارة السلطان حسيكي في القدس (1552) اسم المكان منزلة العرماويات/، "مخيم العرماويين (سكان العرمة)"، بالقرب من بيت لقيا. من المحتمل أن يحمل اسم المكان اسم أشخاص أصلهم من خربة العرمة.
في عام 1838، تم تسجيل بيت لقيا كقرية إسلامية، تقع في منطقة بني مالك، غرب القدس.
قام المستكشف الفرنسي فيكتور جورين بزيارة القرية في عام 1863، وقدر عدد سكانها بحوالي خمسمائة نسمة. وأشار أيضًا إلى والي للشيخ أبي إسماعيل. أظهرت قائمة رسمية للقرى العثمانية تعود إلى عام 1870 تقريبًا أن "بيت لقيا" كان بها 109 منازل ويبلغ عدد سكانها 347 نسمة، على الرغم من أن تعداد السكان شمل الرجال فقط.
في عام 1883، وصف مسح فلسطين الغربية الذي أجرته مؤسسة أبحاث فلسطين (PEF ) بيت لقيا بأنها "قرية صغيرة تقع على طريق رئيسي عند سفح التلال، وتتغذى بالمياه من الصهاريج . وهناك أساسات قديمة بين المنازل."

#### عصر الانتداب البريطاني
في تعداد فلسطين عام 1922 الذي أجرته سلطات الانتداب البريطاني، بلغ عدد سكان بيت لقيا 739 نسمة، جميعهم مسلمون، وارتفع العدد بحلول تعداد عام 1931، عندما بلغ عدد المنازل المأهولة في بيت لقيا 209 منزلًا وبلغ عدد سكانها 858 نسمة، جميعهم مسلمون.
وفي إحصاءات عام 1945 بلغ عدد السكان 1040 نسمة، جميعهم مسلمون،  بينما بلغت المساحة الإجمالية للأرض 14358 دونمًا، وذلك وفقًا لمسح رسمي للأراضي والسكان. ومن هذه المساحة، تم تخصيص 1918 دونمًا للمزارع والأراضي المروية، و6469 دونمًا للحبوب، بينما تم تصنيف 39 دونمًا كمناطق مبنية (حضرية).

#### العصر الأردني
في أعقاب الحرب العربية الإسرائيلية عام 1948، وبعد اتفاقيات الهدنة عام 1949، أصبحت بيت لقيا تحت الحكم الأردني.
في أوائل الخمسينيات من القرن العشرين، انتقل بعض سكان بيت لقيا إلى القدس ، لينضموا إلى اللاجئين الفلسطينيين. ونتيجة لذلك، ورغم أن بيت لقيا نفسها لم تُحتل أو تُهجر من سكانها في عام 1948، فإن بعض سكانها يعيشون الآن في مخيم شعفاط للاجئين. في عام 1961، بلغ عدد سكانها 1727 نسمة.

#### ما بعد عام 1967
منذ حرب الأيام الستة عام 1967، أصبحت قرية بيت لقيا تحت الاحتلال الإسرائيلي.
بعد اتفاقيات عام 1995، تم تصنيف 10.4% من أراضي بيت لقيا كمنطقة ب، والباقي 89.6% كمنطقة ج.
جمال عاصي (15 عاماً) وعدي عاصي (14 عاماً) قُتلا على يد الجيش الإسرائيلي في عام 2005 بالقرب من جدار الفصل العنصري في الضفة الغربية. ورحب الأمين العام للأمم المتحدة كوفي عنان بإعلان إسرائيل إيقاف ضابط من جيش الاحتلال الإسرائيلي عن العمل، وبأن تحقيقاً كاملاً في الحادث سوف يتم. في وقت لاحق من العام نفسه، قُتل ابن عمهما مهيوب العاصي، البالغ من العمر 15 عامًا، على يد حارس أمن غسرائيلي، "كان يعرفه". كان يعمل في كرم العائلة. كما قُتل شقيقه أيضًا في انفجار لغم بالقرب من القرية قبل عدة سنوات. في 16 أكتوبر/تشرين الأول 2014، أطلقت القوات الإسرائيلية النار على الطفل الفلسطيني بهاء بدر البالغ من العمر 13 عاماً في القرية الواقعة بالقرب من خط التقسيم مع إسرائيل، مما أدى إلى مقتله. أصيب بهاء بدر برصاصة في صدره وتوفي بعد عشرين دقيقة من وصوله إلى المستشفى.

## الحدود
يحد البلدة من الشرق قرية بيت عنان، ومن الغرب الخط الحدودي لمناطق 48 وقرية بيت سيرا، ومن الشمال قرية خربثا المصباح وجزء من أراضي بيت سيرا.
كانت بيت لقيا من أعمال بيت المقدس حتى عام 1948
كانت قرية بيت لقيا تتبع لمدينة الرملة فتم تحويلها لتتبع مدينة رام الله بعد احتلال عام 1967.

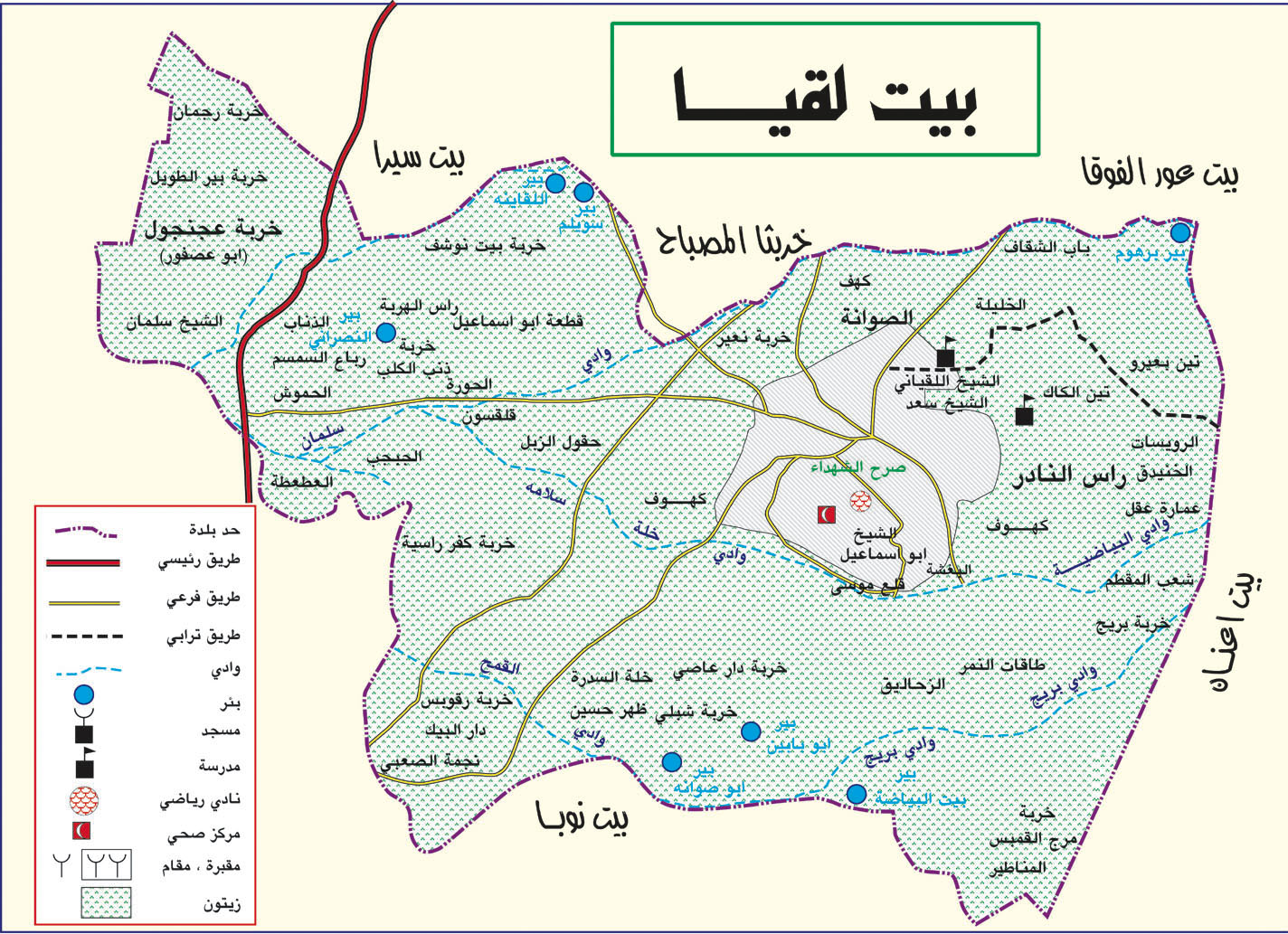
خريطة بيت لقيا و البلدات الأخرى التي تحدها

تعتبر بيت لقيا الرابط بين سهول الرملة واللد و جبال القدس حيث تتكون أراضيها من مناطق سهلية من الغرب ومناطق جبلية من الشرق ويزرع فيها من الخضار والفواكه و الحبوب والاشجار و أشهرها الزيتون والتين و اللوز والعنب و الرمان.

## مؤسسات القرية
يوجد فيها بلدية وهي الهيئة الرسمية للقرية، ومدارس حكومية لجميع المراحل المدرسية، ونادي ثقافي اجتماعي رياضي، الذي تأسس عام 1971، يقوم بأعمال تطوعية. كما يوجد عيادة صحية تابعة لوكالة الغوث، وتقع مجموعة من الخرب في جوارها مثل: خربة شبلي وخربة البريج وخربة الجديري.